# 馳星周
馳 星周（はせ せいしゅう、1965年2月18日 -）は、日本の小説家。本名は坂東 齢人（ばんどう としひと）。ペンネームの馳星周は本人がファンである映画監督・俳優の周星馳（チャウ・シンチー、しゅう・せいち）の名前を逆にしたもの。日本推理作家協会、日本冒険作家クラブ会員。

## 略歴
北海道苫小牧東高等学校、横浜市立大学文理学部卒業。大学時代は内藤陳が経営する新宿ゴールデン街のバー「深夜プラス1」でバーテンのアルバイトをする。
勁文社の官能小説レーベル「グリーンドア文庫｣の編集者やフリーのゲームライターを務めた後、1996年8月、『不夜城』にて一般小説作家としてデビューした。この作品は日中混血の男女2人が新宿歌舞伎町に暗躍する中国人マフィアの抗争に巻き込まれるという内容で、当時のベストセラーであった。第116回の直木賞候補となった。
以後、第120回に『夜光虫』、第122回に『M』、第130回に『生誕祭』、第138回に『約束の地で』、第153回に『アンタッチャブル』で、たびたび直木賞候補となる。7度目のノミネートとなる第163回に、『少年と犬』で直木賞受賞。
また、本名の坂東齢人（読み方は「としひと」「れいにん」両方あり）名義で『本の雑誌』などで推理小説・冒険小説を中心に文芸評論家として活動していたことがあった。なお、馳はプロレス評論やゲーム評論も手掛けており、ゲーム雑誌で古神陸、佐山アキラ、レーニンの名義で編集者、執筆者としてノベライズを出版している。
ゲームライターとしては主に『ポプコム』（小学館）のライターをしていた。勁文社を退職後、当時の『ポプコム』の副編集長に誘われ、退職金でNECのPC-9821RXを購入してゲーム記事を執筆していた。好きなゲームは『プリンセスメーカー』で、実際に「レーニンの子育て日記」として当時のポプコムに連載している。

## 人物
作品は暗黒小説であり、謀略戦、騙し合いがストーリーの軸となっている。外国人マフィアややくざ、不良少年といった暗黒社会の住人が登場人物のメインだが、閉塞感に満ちた日々を送る普通の人々を題材とした作品や、テロリズムや戦争を題材とした作品も見られる。
尊敬する作家に山田風太郎と大藪春彦を挙げる。愛読書はジェイムズ・エルロイの『ホワイト・ジャズ』。
『BSマンガ夜話』の『デビルマン』の回で、子供の頃に影響を受けた作品として、『デビルマン』と『フランダースの犬』を挙げている (ハッピーエンドを期待して鑑賞したものがバッドエンドで締め括られる物語に衝撃を受けたと述べている)。
葉巻の愛好家で2005年から『月刊プレイボーイ』誌上で「俺流シガー読本」を連載、書籍化されている。
嫌になったからバイトをバックレる若者の感覚について甘やかされて育ったからだとしている。
経済至上主義の日本人の在り方が嫌い。
結婚記念日は11月11日。
『雨降る森の犬』の主人公は姪がモデルである。
昭和時代の要因によってひどい国になったとしており昭和期の沖縄の小説を書きたいと2005年の「楽園の眠り」出版後のインタビューで話していたが、3年後に沖縄を舞台にした「弥勒世」が出版されている。
いい親にはなれないという自覚があるため、子供はいないとし、気楽に子供をつくる人が多すぎると答えている。
ノワールを意識して書いている日本の作家は今でも僕しかいないと思うと述べている。
飼い犬のマージ（バーニーズ・マウンテン・ドッグ）のために、長野県軽井沢町に別荘を購入し、マージの死後は、軽井沢へ転居し、ブログで近況を紹介する。サッカーが好きで、好きな国はスペイン。写真撮影も趣味で、ペンネームでウェブ上に投稿もしている。パンク・ロックのファンで、BLANKEY JET CITYを高く評価する。
両親は日本共産党員で、父は元浦河町議会議員、母は元教員。本名の「齢人」はウラジーミル・レーニンに由来。子供の頃は『しんぶん赤旗』日曜版の配達の手伝いをしていたという。また、選挙では1度も棄権したことはないという。
競走馬ステイゴールドとその一族のファンであることでも知られる。小説すばる内で連載した「黄金旅程」は、ステイゴールドを題材とした内容である（黄金旅程はステイゴールドの漢字表記）。
なおTwitterも一族の勝利の喜びを妻以外とも分かち合いたくてを始めたとしている。

## 文学賞受賞・候補歴
太字が受賞したもの
- 1997年 - 『不夜城』で第116回直木賞候補。第18回吉川英治文学新人賞及び第15回日本冒険小説協会大賞（国内部門）受賞。
- 1998年 - 『鎮魂歌 不夜城II』で第51回日本推理作家協会賞（長編部門）受賞。
- 1999年 - 『漂流街』で第1回大藪春彦賞受賞。
- 1999年 - 『夜光虫』で第120回直木賞候補。
- 2000年 - 『M』で第122回直木賞候補。
- 2002年 - 『ダーク・ムーン』で第15回山本周五郎賞候補。
- 2004年 - 『生誕祭』で第130回直木賞候補。
- 2007年 - 『約束の地で』で第138回直木賞候補。
- 2015年 - 『アンタッチャブル』で第153回直木賞候補。
- 2020年 - 『少年と犬』で第163回直木賞受賞。

## 作品

### 小説
- 『不夜城』（1996年8月 角川書店 / 1998年4月 角川文庫）
  - 『鎮魂歌（レクイエム） 不夜城II』（1997年8月 角川書店 / 2000年10月 角川文庫 / 2014年6月 双葉文庫 日本推理作家協会賞受賞作全集(88)）
  - 『長恨歌（ちょうごんか） 不夜城完結編』（2004年12月 角川書店 / 2008年7月 角川文庫）
- 『夜光虫』（1998年8月 角川書店 / 2001年10月 角川文庫）
  - 『暗手』（2017年4月 KADOKAWA / 2020年4月 角川文庫）
- 『漂流街』（1998年9月 徳間書店 / 2000年9月 徳間文庫 / 2015年2月 徳間文庫【新装版】）
- 『M』（1999年11月 文藝春秋 / 2002年12月 文春文庫）
- 『虚の王』（2000年3月 光文社 カッパ・ノベルス / 2003年9月 光文社文庫 / 2008年3月 角川文庫）
- 『古惑仔（チンピラ）』（2000年7月 徳間書店 / 2003年2月 トクマ・ノベルス / 2005年2月 徳間文庫 / 2009年7月 角川文庫）
- 『雪月夜』（2000年10月 双葉社 / 2003年5月 双葉文庫 / 2006年10月 角川文庫 / 2023年2月 双葉文庫【新装版】）
- 『ダーク・ムーン』（2001年11月 集英社 / 2004年10月 集英社文庫【上・下】）
- 『マンゴー・レイン』（2002年5月 角川書店 / 2005年3月 角川文庫）
- 『クラッシュ』（2003年8月 徳間書店 / 2007年2月 徳間文庫）
- 『生誕祭』（2003年9月 文藝春秋【上・下】 / 2006年4月 文春文庫【上・下】）
  - 『復活祭』（2014年9月 文藝春秋 / 2017年6月 文春文庫）
- 『楽園の眠り』（2005年9月 徳間書店 / 2009年2月 徳間文庫）
- 『トーキョー・バビロン』（2006年4月 双葉社 / 2009年5月 双葉文庫【上・下】）
- 『ブルー・ローズ』（2006年9月 中央公論新社【上・下】 / 2009年9月 中公文庫【上・下】）
- 『約束の地で』（2007年9月 集英社 / 2010年5月 集英社文庫）
- 『弥勒世』（2008年2月 小学館【上・下】 / 2012年2月 角川文庫【上・下】）
- 『やつらを高く吊せ』（2008年5月 講談社 / 2011年5月 講談社文庫）
- 『9・11倶楽部』（2008年7月 文藝春秋 / 2011年6月 文春文庫）
- 『煉獄の使徒』（2009年5月 新潮社【上・下】 / 2011年12月 新潮文庫【上・下】 / 2022年4月 角川文庫【上・下】）
- 『沈黙の森』（2009年10月 徳間書店 / 2012年1月 徳間文庫）
- 『エウスカディ』（2010年9月 角川書店【上・下】）
  - 【改題】『殉狂者』（2014年9月 角川文庫【上・下】）
- 『淡雪記』（2011年2月 集英社 / 2014年3月 集英社文庫）
- 『光あれ』（2011年8月 文藝春秋 / 2014年2月 文春文庫）
- 『暗闇で踊れ』（2011年11月 双葉社 / 2015年1月 双葉文庫）
- 『美ら海、血の海』（2013年2月 集英社文庫）
- 『ソウルメイト』（2013年6月 集英社 / 2015年9月 集英社文庫）
  - 『陽だまりの天使たち ソウルメイトII』 （2015年10月 集英社 / 2018年10月 集英社文庫）
- 『ラフ・アンド・タフ』（2014年1月 講談社 / 2016年12月 講談社文庫）
- 『帰らずの海』（2014年6月 徳間書店 / 2016年8月 徳間文庫）
- 『雪炎』（2015年1月 集英社 / 2017年11月 集英社文庫）
- 『アンタッチャブル』（2015年5月 毎日新聞出版 / 2018年7月 文春文庫）
  - 『殺しの許可証 アンタッチャブル2』（2019年11月 毎日新聞出版 / 2024年4月 毎日文庫）
- 『神奈備』（2016年6月 集英社 / 2019年5月 集英社文庫）
- 『比ぶ者なき』（2016年11月 中央公論新社 / 2020年3月 中公文庫）
- 『神の涙』（2017年8月 実業之日本社 / 2020年12月 実業之日本社文庫）
- 『蒼き山嶺』（2018年1月 光文社 / 2020年12月 光文社文庫）
- 『雨降る森の犬』（2018年6月 集英社 / 2020年9月 集英社文庫）
- 『パーフェクトワールド』（2018年8月 集英社文庫【上・下】）
- 『ゴールデン街コーリング』（2018年12月 KADOKAWA / 2021年12月 角川文庫）
- 『四神の旗』（2020年4月 中央公論新社 / 2023年12月 中公文庫）
- 『少年と犬』（2020年5月 文藝春秋 / 2023年4月 文春文庫）
- 『黄金旅程』（2021年12月 集英社 / 2024年9月 集英社文庫）
- 『月の王』（2022年4  KADOKAWA / 2025年2月 角川文庫）
- 『ロスト・イン・ザ・ターフ』（2023年10月 文藝春秋）
- 『北辰の門』（2024年1月 中央公論新社）
- 『フェスタ』（2024年3月 集英社）
- 『飛越（ジャンプ）』（2025年5月 光文社）

古神陸名義
- 『ブルー・アイズ・ブルー』（1991年3月 - 1992年9月 勁文社）
  - 1『我が愛しの天使』
  - 2『戦士たちの絆』
  - 3『愚か者の墓標』
  - 4『約束の時』
- 『アストラル・シティ』（1993年8月 勁文社）
  - 1「猛き神の紋章』
  - 2「禍つ神の哄笑』
- 『双竜伝』（1994年8月 小学館スーパークエスト文庫） 
  - 『VOL.1』
  - 『VOL.2』
- 『アルティメット・ブレイド』（1995年9月 小学館スーパークエスト文庫）
- 『Ribbon』（1996年9月 KKベストセラーズ）- Bonbee!から発売された同名アダルトゲームのノベライズ。

佐山アキラ名義
- 『ウィザードリィ小説アンソロジー』（1991年8月 JICC出版局）- 短編『酔いどれの墓標』を執筆

### 対談
- 蹴球中毒（サッカー・ジャンキー）金子達仁（1998年9月 文藝春秋 / 2001年6月 文春文庫）
- 蘇える野獣―大藪春彦の世界（1999年2月 徳間書店）
- VS.馳星周 トップアスリート対談集（2009年10月 アスペクト）

### エッセイ
- ミステリを書く!（1998年10月 ビレッジセンター出版局）
- 文壇バー（2001年6月 角川書店）
  - 【改題】作家ってどうよ?（2004年9月 角川文庫）
- 馳星周の喰人魂（2013年5月 中央公論新社）

犬系
- うちの秘蔵っ子（2001年6月 実業之日本社）
- マイフレンドBOOK（2001年9月 PHP研究所）
- 愛の記憶 : Crea due（2002年1月 文藝春秋）
- 走ろうぜ、マージ（2006年5月 角川書店 / 2014年7月 角川文庫）
- 犬からの素敵な贈りもの（2007年12月 インフォレスト）
- 約束 最愛の犬たちへ （2008年1月 文藝春秋）
- いつも一緒に-犬と作家のものがたり-(2012年12月 新潮文庫)

サッカー系
- 欧州征服紀行（2002年6月 角川書店）
- The Road to World Cup2002―ワールドカップへの道1998から2002までの軌跡　金子達仁共著（2002年6月 角川書店）
- 蹴球戦争（フットボール・ウォー）―馳星周的W杯観戦記（2002年7月 文藝春秋 / 2004年7月 文春文庫）

### その他
- バンドーに聞け!（1997年8月 本の雑誌社 / 2002年6月 文春文庫） - 坂東齢人名義。
- CD-ROM BOOK「電影銀盤“不夜城”」（1998年6月 角川書店）
- 作家の読書道2（2007年8月 本の雑誌社） - 読書遍歴インタビュー集
- リアル・シガー・ガイド（2008年8月 集英社） - 実践的シガー論
- 小説家が書いたカタログ – A Read To Lead You In The World Of 90 Series -（2018年7月 ボルボ文庫）

## 作品提供・監修
映画化
- 不夜城 SLEEPLESS TOWN（1998年6月27日公開、配給：東映／アスミック・エース、監督：リー・チーガイ、主演：金城武）
- 漂流街 THE HAZARD CITY（2000年11月11日公開、配給：東宝、監督：三池崇史、主演：TEAH、主題歌：SADS『NIGHTMARE』『FINALE』）
- M（2007年9月15日公開、配給：ハピネット、監督：廣木隆一、主演：美元）
- 少年と犬（2025年3月20日公開、配給：東宝、監督：瀬々敬久、主演：高橋文哉・西野七瀬）

漫画化
- 不夜城（作画：山本貴嗣、1998年6月、角川コミックス・エース）
- 少年と犬（作画：村上たかし、2022年6月、文藝春秋）

テレビゲーム
- 龍が如く（2005年 SEGA） - シナリオ監修
- 龍が如く2（2006年 SEGA） - シナリオ監修

パソコンゲーム
- アルティメットブレイド ULTIMATE BLADE（1995年 ポプコムソフト） - 原作

## 出演
- BSマンガ夜話（NHK BS2） - 「ベルセルク」（1999年3月8日）および「デビルマン」（1999年8月30日）の回にゲスト出演。
- TVシンポジウム「不比等が造る国のかたち～日本書紀1300年～」（2021年4月3日、NHK Eテレ）[15]